# Thyrfing (musikalbum)
Thyrfing är det svenska viking metal/folk metal-bandet Thyrfings debutalbum. Albumet utgavs mars 1998 av skivbolaget Hammerheart Records.

## Låtlista
1. "Raven Eyes" – 3:37
2. "Vargavinter" – 2:59
3. "Set Sail to Plunder" – 4:22
4. "Ur askan ett rike" – 3:04
5. "Celebration of Our Victory" – 4:43
6. "A Burning Arrow" – 2:50
7. "En döende mans förbannelse" – 3:34
8. "Hednaland" – 3:34
9. "Wotan's Fire" – 4:32
10. "Going Berserk" – 5:09

- Text: Jocke Kristensson (spår 1, 4), Patrik Lindgren (spår 2, 6, 8, 9), Kimmy Sjölund (spår 3), Thomas Väänänen (spår 5, 7, 10)
- Musik: Kimmy Sjölund (spår 1, 5–7), Thomas Väänänen (spår 3), Jocke Kristensson (spår 5), Patrik Lindgren (spår 1–4, 6–10), Peter Löf (spår 1–8, 10)

## Medverkande
Musiker (Thyrfing-medlemmar)
- Thomas Väänänen – sång
- Patrik Lindgren – gitarr, bakgrundssång
- Kimmy Sjölund – basgitarr
- Jocke Kristensson – trummor, bakgrundssång
- Peter Löf – synthesizer

Bidragande musiker
- Markel Månson – sång, bakgrundssång
- H. Svegsjö – sång, bakgrundssång

Andra medverkande
- Tomas Skogsberg –  inspelning, mixning
- Fred Estby – inspelning
- Thyrfing – ljudmix
- Kris Verwimp – omslagsdesign
- Markus Gullkvist – foto